# Presinge

Presinge é uma comuna suíça do Cantão de Genebra que fica entre Puplinge, Choulex e Jussy, e Alta Saboia francesa a Sudeste.
Segundo o Departamento Federal de Estatísticas Presinge ocupa uma superfície de 4.72 km2 e unicamente com 12.9 % de terreno ocupado por habitações ou infra-estrutura, enquanto mais de 67.8 % é superfície agrícola, que explica uma população de unicamente 586 habitantes em 2008.